# جيسيبيل (فلم)
جيسيبيل (بالإنجليزية: Jessabelle) هو فيلم رعب أمريكي من إنتاج سنة 2014 وهو من إخراج كيفن غوتير وبطولة سارة سنوك ومارك ويبر ودايفيد اندروز وجويل كارتر وآنا دي لا ريغيورا، وقد تم توزيع الفيلم عن طريق شركة ليونسغيت.

## القصة
تتكلم قصة الفيلم عن جيسيبيل (جيسي لورين) الحاملة من طفل من خطيبها مارك، يقتل خطيبها مارك في حادث سيارة وتصاب هي اصابة بالغة لترجع إلى بيت والدها لتتنقل بالكرسي المتحرك، تقيم بعد ذلك في غرفة والدتها التي توفيت بعد ولادتها بوقت قصير، تجد في غرفة والدتها تسجيل فيديو لها لكنه يسبب المشاكل والخوف لها بعد مشاهدتها له ومعرفة ما قالته والدتها لها في التسجيل.

## البطولة
- سارة سنوك بدور جيسي لورين
- مارك ويبر بدور بريستون ساندرس
- دايفيد اندروز بدور ليون لورين
- جويل كارتر بدور كيت لورين
- آنا دي لا ريغيورا بدور روساورا
- أمبير ستيفنز بدور جيسيبيل
- لاريسا أولينيك بدور سامانثا
- كريس إليس بدور الشيريف بروت
- برايان هاليساي بدور مارك
- لوسيوس باستون بدور السيد وود
- جيسون ديفيس بدور الجراح
- فوغان ويلسون بدور موسيس

## التقييم
حصل الفيلم على تقييم 25% في موقع الطماطم الفاسدة بناءً على 32 مراجعة، وقد أنصب نقد الفيلم على القصة و المؤثرات فيما أشادوا بأداء الممثلة سارة سنوك.

## وصلات خارجية
- مقالات تستعمل روابط فنية بلا صلة مع ويكي بيانات
- جيسيبيل على قاعدة بيانات الأفلام على الإنترنت